# Thalassoma pavo
 (avril 2024).
Si vous disposez d'ouvrages ou d'articles de référence ou si vous connaissez des sites web de qualité traitant du thème abordé ici, merci de compléter l'article en donnant les références utiles à sa vérifiabilité et en les liant à la section « Notes et références ».
Espèce
Statut de conservation UICN

 LC  : Préoccupation mineure
La Girelle-paon ou Girelle turque (Thalassoma pavo) est une espèce de poissons de la famille des labridés. Cette girelle est hermaphrodite protérogyne, mâle et femelle présentent un dimorphisme sexuel important au niveau de leurs couleurs.
Elle possède un mode de vie et un comportement semblable à Coris julis.

## Description
Poisson osseux aux nageoires à rayons épineux, la dorsale est longue, et la caudale a deux lobes effilés. Le corps élancé, 10 à 20 cm, 25 cm maximum, est recouvert de petites écailles, et vivement coloré selon 2 livrées:
- La femelle est jaune-vert (parfois orangée) finement striée, avec 4 à 6 fines bandes transversales bleu-vert et une tache noire sur le dos.
- Les mâles terminaux, outre une « bosse » sur la tête, ont une livrée bleu-vert finement striée de rouge, avec deux bandes transversales en arrière de la tête, l'une large et bleue, l'autre rouge parfois jaunâtre.

La tête, réticulée de bleu, est petite avec un museau pointu et une petite bouche à grosses lèvres bleues.
La queue est en forme de lyre.
Des livrées intermédiaires existent : jeunes mâles, selon le statut social, le lieu.
Le corps des juvéniles est entièrement vert, avec la tache dorsale très visible, et la queue arrondie.

### Biologie
La girelle-paon est carnivore. Prédatrice, elle se nourrit d'invertébrés, crustacés, mollusques, vers qu'elle capture…
La girelle-paon a une reproduction sexuée hermaphrodite protogyne : le même individu passe par deux stades successifs au cours de son développement, d'abord femelle, puis après métamorphose une phase mâle en changeant de couleur (dichromisme sexuel). La protogynie n'est cependant pas stricte : certaines femelles restent femelles, et certains individus naissent « mâles initiaux ».
Contrairement aux autres labridés, les œufs sont émis en pleine eau et non dans un nid, et un seul mâle solitaire peut féconder plusieurs pontes.
Les mâles initiaux sont non territoriaux et les mâles terminaux territoriaux.
Les juvéniles peuvent déparasiter d’autres poissons, faisant de la girelle-paon un labre nettoyeur temporaire.
La girelle-paon a une allure assez vive, mais saccadée, car elle n'utilise que ses nageoires pectorales. Elle ne présente que très peu de mouvements de la nageoire caudale. Elle est farouche, mais est attirée quand des sédiments sont soulevés.

## Écologie
Elle vit sur le fond marin (benthique), solitaire ou en petits groupes, habitant les prairies d'algues, l'herbier de posidonie et les fonds rocheux, dans les zones superficielles les plus chaudes (supérieures à 25 °C en été), entre la surface et 30 m de profondeur (150 m maximum). Elle peut s'enfouir dans le sable à la tombée de la nuit, quand les eaux sont froides ou pour échapper à un ennemi.

## Distribution
Originellement présent surtout dans le sud et l’est de la Méditerranée (à l’exception de la mer Noire), la girelle paon progresse vers le nord depuis la fin des années 1990. Elle est limitée vers le nord, étant thermophile, mais est présente à présent jusqu'à l'océan Atlantique Est  (du Portugal au Gabon, y compris les Açores).

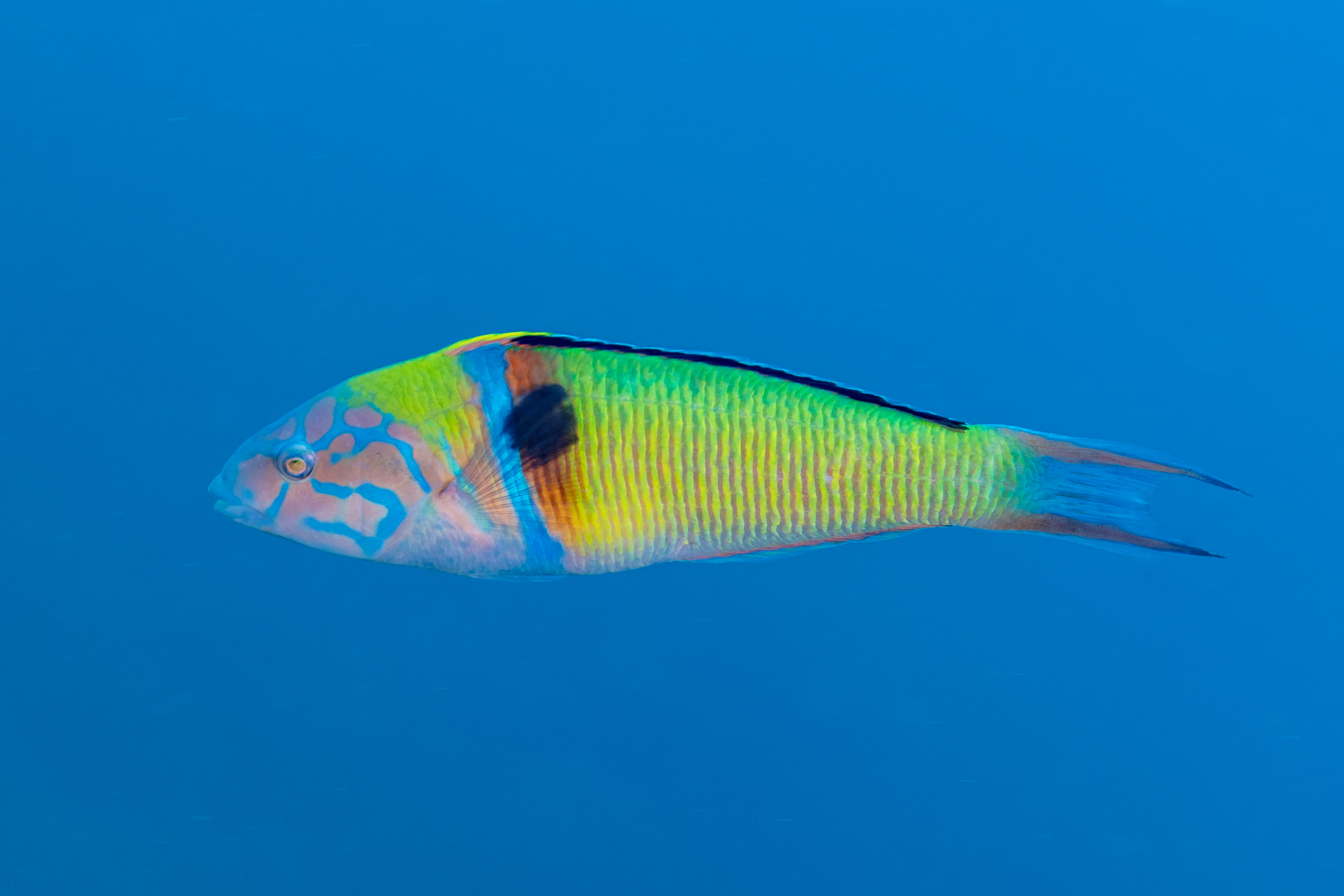
Thalassoma pavo en Espagne
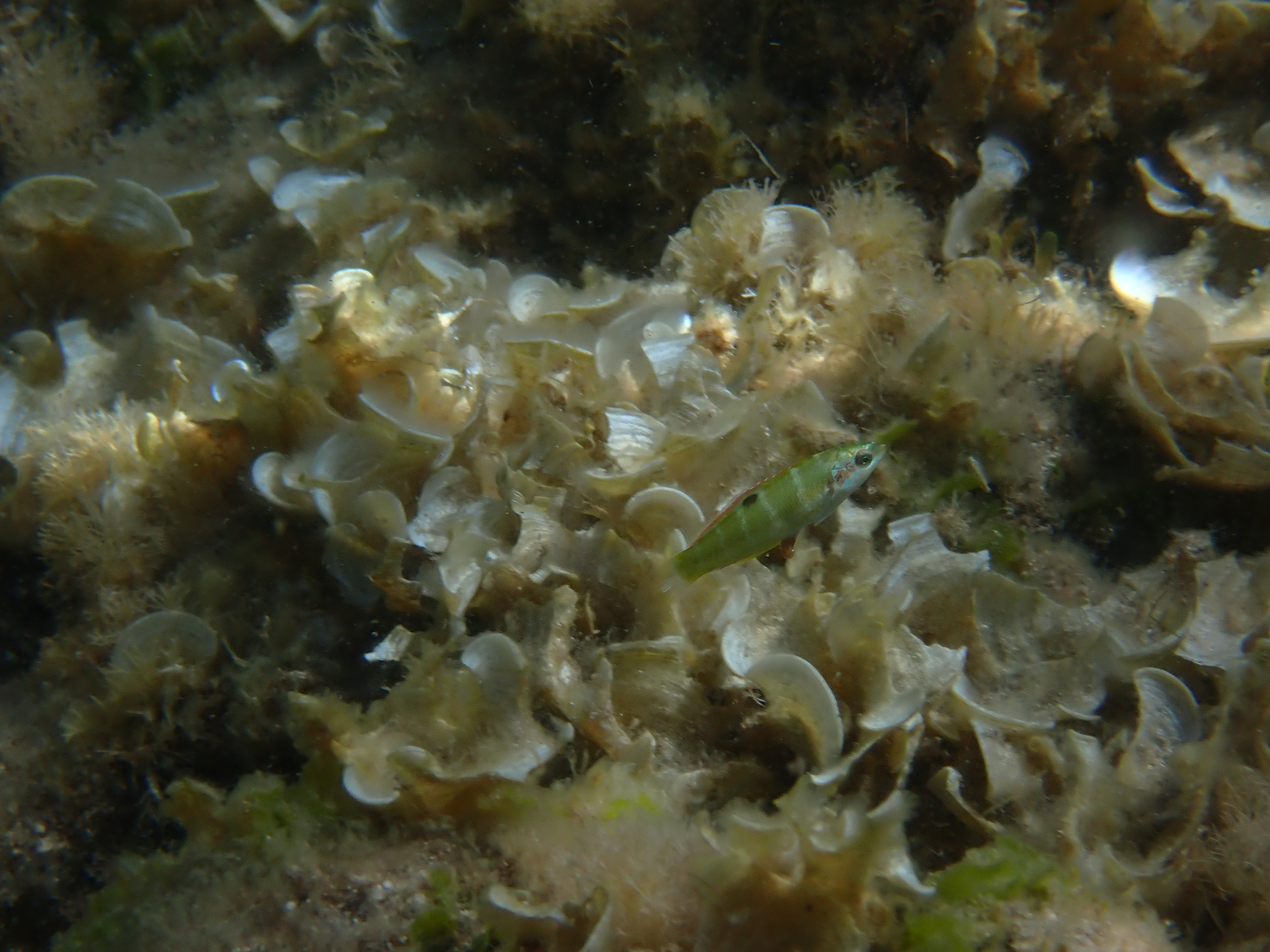
Juvénile de Girelle-paon
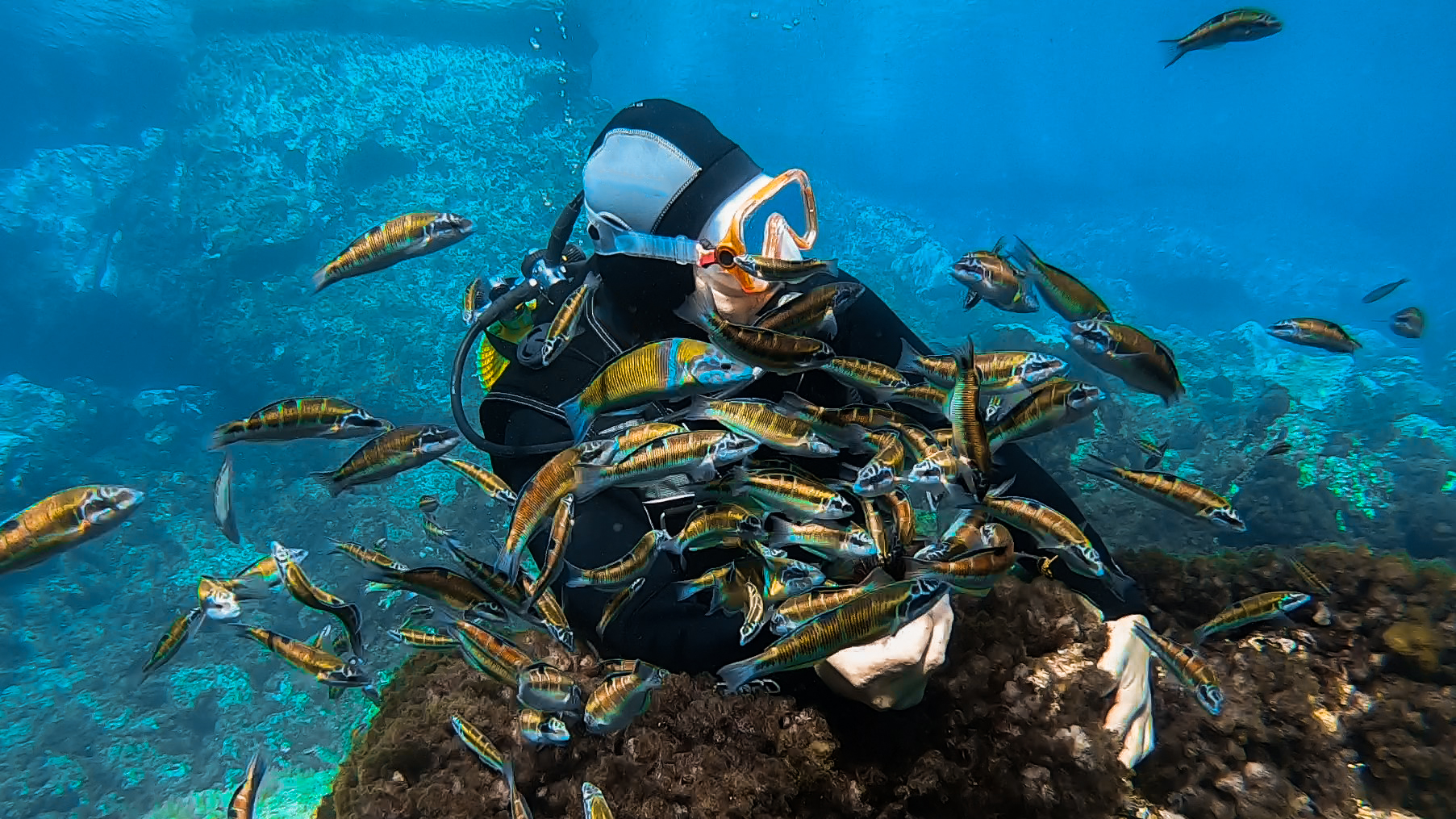
Thalassoma pavo à Oran en Algérie

## Autres noms
Le nom de Girelle paon correspond aussi à d'autres espèces qu'en France Thalassoma pavo : aux Maldives (Thalassoma lunare), à Maurice (Stethojulis albovittata, et Thalassoma hardwicke).